# Goðafoss

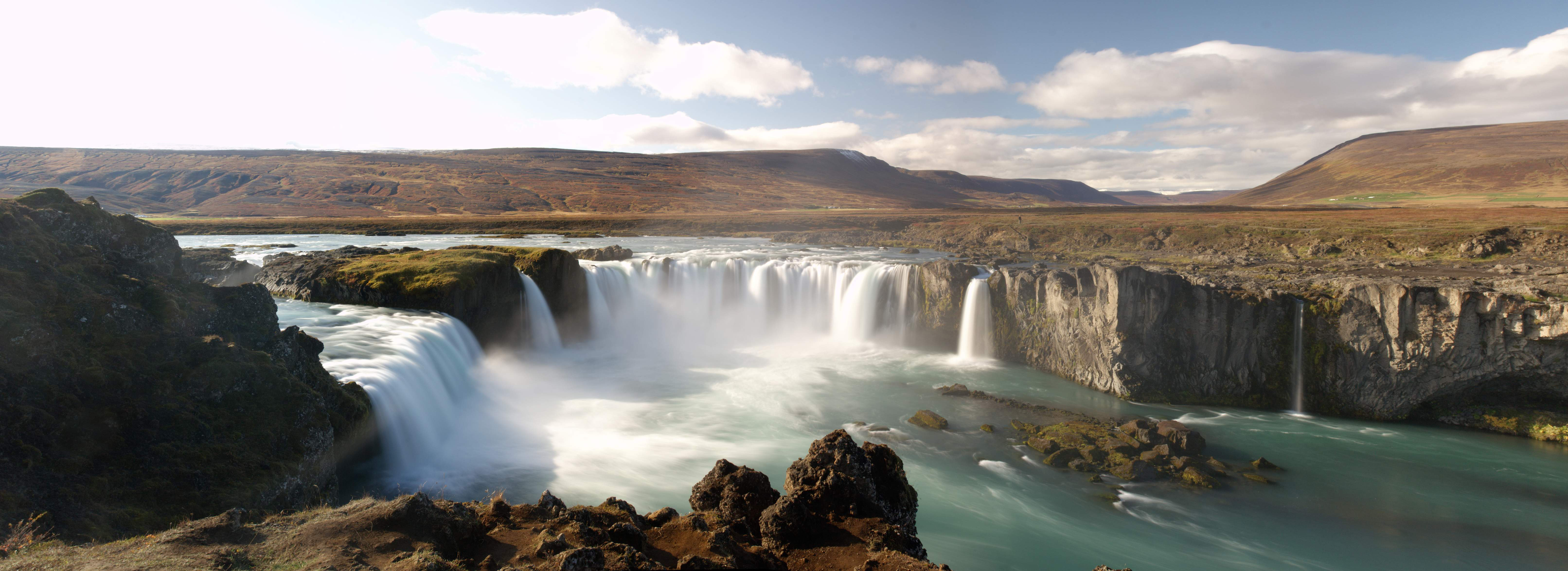
Cascada Goðafoss

Goðafoss (islandeză: Cascada lui Dumnezeu) este una dintre cele mai spectaculoase cascade din Islanda. Este localizată în districtul Mývatn din partea nordică-centrală la începutul drumului Sprengisandur. Apa râului Skjálfandafljót cade de la o înlțime de 12 metri pe o lățime de 30 de metri formând cascada. 

## Originea numelui
Se spune că, în anul 1000, în această cascadă în formă de potcoavă, și-ar fi aruncat statuile zeilor Þorgeir Ljósvetningagoði, căpetenie a Ljósavatn, după ce s-a întors de la Alþingi, unde recunoscuse Creștinismul ca religie oficială în Islanda. Gestul lui Þorgeir Ljósvetningagoði a fost unul simbolic, el rămânând fidel până la moarte religiei nordice. Acceptase Creștinismul doar de teama izbucnirii unui război civil, dar susținuse și păstrarea dreptului islandezilor de a practica în particular cultul păgân. 
Impresionanta poveste este redată pe un vitraliu al Catedralei din Akureyri. 

## Biserica lui Þorgeir
În anul 2000, lângă Ljósavatn, aflat la circa 5 km nord-vest de Goðafoss, a fost ridicată Þorgeirskirkja (Biserica lui Þorgeir), pentru a comemora adoptarea Creștinismului în Islanda.

## Galerie

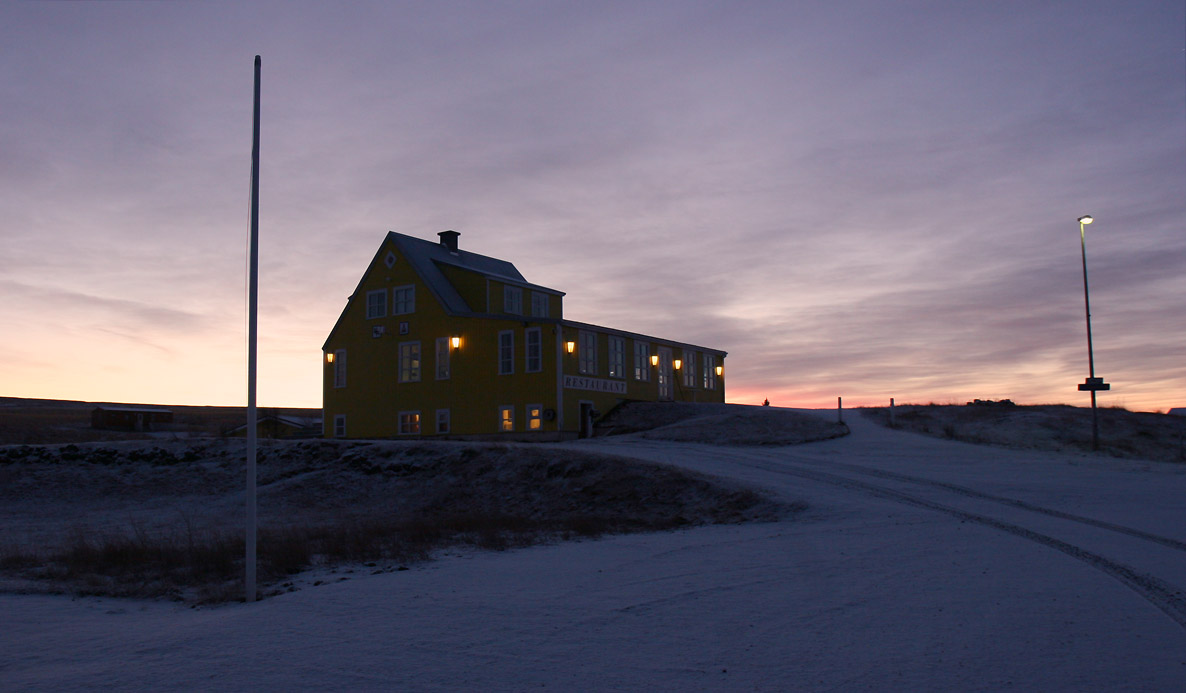
restaurantul Fosshóll lângă Goðafoss
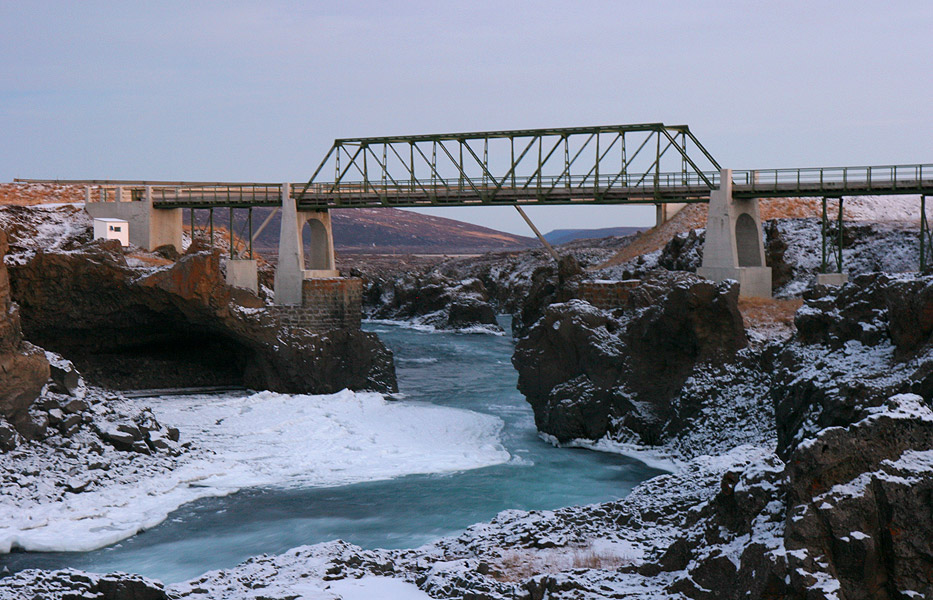
Pod al Drumului de centură deasupra râului Skjálfandafljót
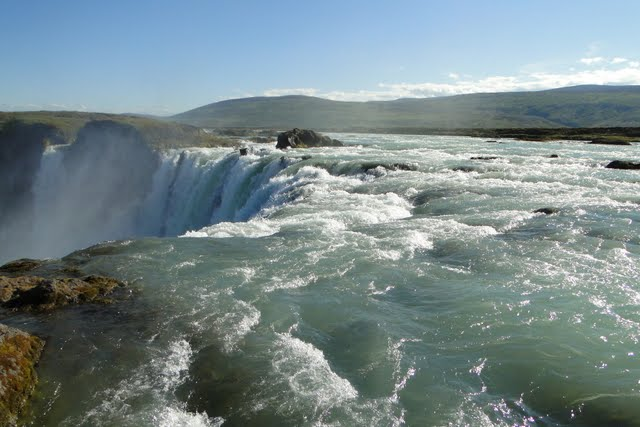
Goðafoss